# Strangalia koyaensis
Strangalia koyaensis là một loài bọ cánh cứng trong họ Cerambycidae.